# Isoscelipteron dictyophilum
Isoscelipteron dictyophilum là một loài côn trùng trong họ Berothidae thuộc bộ Neuroptera. Loài này được C.-k. Yang et al. miêu tả năm 1995.